# Acritus
Acritus (лат. , от др.-греч. ἄκρῐτος «сплошной») — род жуков-карапузиков из подсемейства Abraeinae.

## Описание
Передние голени чуть расширены, их наружный край с тонкими щетинками. Тело овальной формы.

## Виды
Некоторые виды рода:
- Acritus analis J.L.LeConte, 1853
- Acritus homoeopathicus Wollaston, 1857
- Acritus italicus Reitter, 1904
- Acritus komai Lewis, 1879
- Acritus minutus (Herbst, 1791)